# Эвенкийская жизнь
Эвенкийская жизнь (Эведы ин) — общественно-политическая газета на русском и эвенкийском языках, издающаяся в Эвенкийском районе Красноярского края. Учредитель — КГАУ Агентство печати и массовых коммуникаций Красноярского края. Газета освещает общественно-политические события, происходящие в Эвенкии, а также публикует материалы по истории и культуре эвенков.
Газета выходит 1 раз в неделю на 16 полосах формата А3. Тираж — 3000 экземпляров.

## История
Газета основана в 1933 году по постановлению бюро Восточно-Сибирского крайкома ВКП(б). 10 октября 1933 года вышел первый номер газеты. Первоначально называлась «Эвэды омакта ин» (Эвенкийская новая жизнь), потом сменила название на «Советская Эвенкия», а с 12 января 1993 года газета стала выходить под названием «Эвенкийская жизнь».
В газете публиковали свои произведения и работали эвенкийские поэты и писатели Алитет Немтушкин, Николай Оёгир, журналист Жорес Трошев, художник Владимир Мешков.
В июне 2022 депутаты Эвенкийского районного Совета депутатов обсудили перспективу передачи муниципальной газеты «Эвенкийская жизнь» в ведение Агентства печати и массовых коммуникаций Красноярского края. Были заслушаны все аргументы «за» и «против» перевода газеты. На комиссии по социальным вопросам принято решение не поддерживать данную инициативу правительства Красноярского края. 23 ноября 2022 года глава Эвенкийского района Андрей Черкасов подписал постановление о ликвидации МКУ Редакция газеты Эвенкийская жизнь в связи передачей газеты в Агентство печати и массовых коммуникаций Красноярского края. С 1 января 2023 года учредителем газеты является Агентство печати и массовых коммуникаций Красноярского края, а издателем КГАУ «Организационно-методический Медиацентр».
С 1 января 2024 года газета издается только в бумажном виде.

## Тематика газеты
- деятельность органов власти Эвенкийского муниципального района и Красноярского края,
- общественно-политические события, происходящие в Эвенкии и Красноярском крае,
- деятельность учреждений бюджетной сферы,
- деятельность общественных организаций,
- экономика,
- жилищно-коммунальное хозяйство,
- северный завоз,
- социальная сфера,
- очерки о людях, чья работа связана с Эвенкией,
- рассказы об истории советского и постсоветского периода,
- история и культура коренных малочисленных народов Эвенкии,
- переводные публикации на эвенкийском языке,
- и многие другие темы, важные для жителей Эвенкии.

## Главные редакторы газеты в разные годы
- В. В. Кутилов — 1933—? гг.
- Б. В. Заживихин — ?−1938 гг.
- Я. М. Зайцев — 1938—1939 гг.
- Дмитрий Захарович Язев — 1939—1941 гг.
- Семён Берсон — 1941—1946 гг.
- Дмитрий Захарович Язев — 1946—1950 гг.
- Александра Петровна Василевская — с ноября 1950 года по июль 1951 года.
- П. Ф. Моисеев — с июля 1951 года по январь 1953 года.
- М. П. Бобылев — 1953—1954 гг.
- П. Ф. Моисеев — с 1954 года по февраль 1957 года.
- Н. И. Макеев — с февраля 1957 года по март 1960 года.
- Петр Иосифович Бодриков — с июня 1960 года по июль 1961 года.
- В. В. Климов — с июля 1961 года по апрель 1962 года.
- Александр Георгиевич Анурьев — с января 1963 года по август 1964 года.
- Полина Зусевна Спивак — с августа 1964 года по октябрь 1979 года.
- Александр Леонидович Шевченко — с октября 1979 года по июнь 1982 года.
- Эдуард Геннадьевич Иванов — с октября 1983 года по апрель 1992 года.
- Леонид Владимирович Васильев — с апреля 1992 года по сентябрь 1994 года.
- Наталья Аркадьевна Свиридова — с сентября 1994 года по август 1998 года.
- Марат Хасанович Валеев — с августа 1998 года по июнь 2011 года.
- Татьяна Яковлевна Карнаухова — с июня 2011 года по август 2012 года.
- Софья Владимировна Максимова — с августа 2012 года по апрель 2023 года.
- Анастасия Вячеславовна Перфилова — с апреля по декабрь 2023 года.
- Александр Алексеевич Солоницын — с января по май 2024 года.
- Сергей Александрович Сипкин — с мая 2024 года по июнь 2025 года.
- Александр Владимирович Шаферов — с июня 2025 года по н.в.

## Учредители газеты
- Эвенкийский окружной комитет КПСС (1933—1991)
- Администрация Эвенкийского автономного округа (1991—2006)
- Администрация Эвенкийского муниципального района (2006—2022)
- Агентство печати и массовых коммуникаций Красноярского края (с 1 января 2023)

## Награды
- Почётная грамота Президиума Верховного Совета РСФСР (1983);[2]
- Победитель в номинации "Ребенок шагает в завтра", Всероссийского конкурса "Детский мир в национальных проектах";
- Победитель межрегионального конкурса  "Сибирь- территория надежда" и ряда других;
- Как хозяйствующий субъект, по итогам 2008 года газета признавалась международным фондом экономического развития "Евразия" лучшим предприятием среди СМИ России и получила Диплом лауреата;
- Благодарственное письмо от Прокуратуры Красноярского края (2025).